# Ampelophaga formosana
Ampelophaga formosana is een vlinder uit de familie van de pijlstaarten (Sphingidae). De wetenschappelijke naam van de soort is voor het eerst geldig gepubliceerd in 1927 door Shonen Matsumura.